# Arts libéraux
Pour les « liberal arts » de langue anglaise, voir Université d'arts libéraux.
Les sept arts libéraux sont une grande part de la matière de l'enseignement concernant les lettres latines et les sciences des écoles de second niveau de l'Antiquité, qui se poursuit sous diverses formes au Moyen Âge. Ce corpus d'enseignement est notamment généralisé en Europe occidentale médiévale par l'œuvre d'Alcuin, maître précepteur de la famille de Charlemagne et savant écolâtre responsable des réformes scolaires supérieures de l'Empire carolingien, durant la période dite de la Renaissance carolingienne.

## Définition

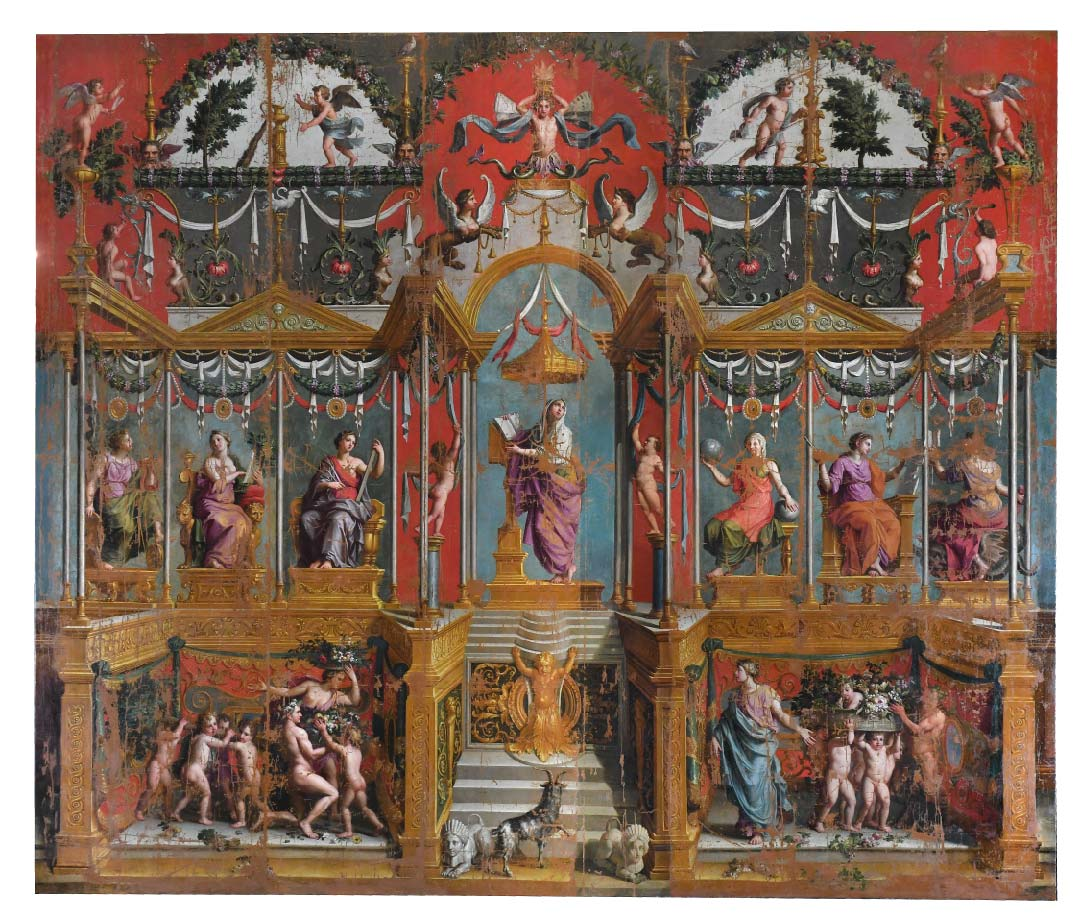
Noël Coypel, La Grammaire parmi les Arts libéraux, dit aussi Le Triomphe de la Philosophie, 1685-1690.

Les arts libéraux se divisent en deux degrés : le trivium et le quadrivium.
Le trivium, mot latin qui signifie les trois chemins ou « les trois voies ou matières d'études », concerne le « pouvoir de la langue » (expression, raisonnement, persuasion et séduction) et une première maîtrise des lettres. Il se divise en :
- grammaire ;
- dialectique ;
- rhétorique.

Le quadrivium, soit les quatre chemins ou quatre voies au-delà du trivium, se rapporte au « pouvoir des nombres » et à une première maîtrise des sciences ou disciplines mathématisables. Il se compose de :
- l'arithmétique ;
- la musique ;
- la géométrie ;
- l'astronomie.

Ils sont définis l'un et l'autre dans ces deux vers mnémotechniques :
« Gramm loquitur, Dia verba docet, Rhet verba colorat,

Mus canit, Ar numerat, Geo ponderat, Ast colit astra. »
— Dictionnaire de pédagogie de Ferdinand Buisson

« La Grammaire parle, la Dialectique enseigne, la Rhétorique colore les mots,

La Musique chante, l'Arithmétique compte, la Géométrie pèse, l'Astronomie s'occupe des astres. »

## Histoire

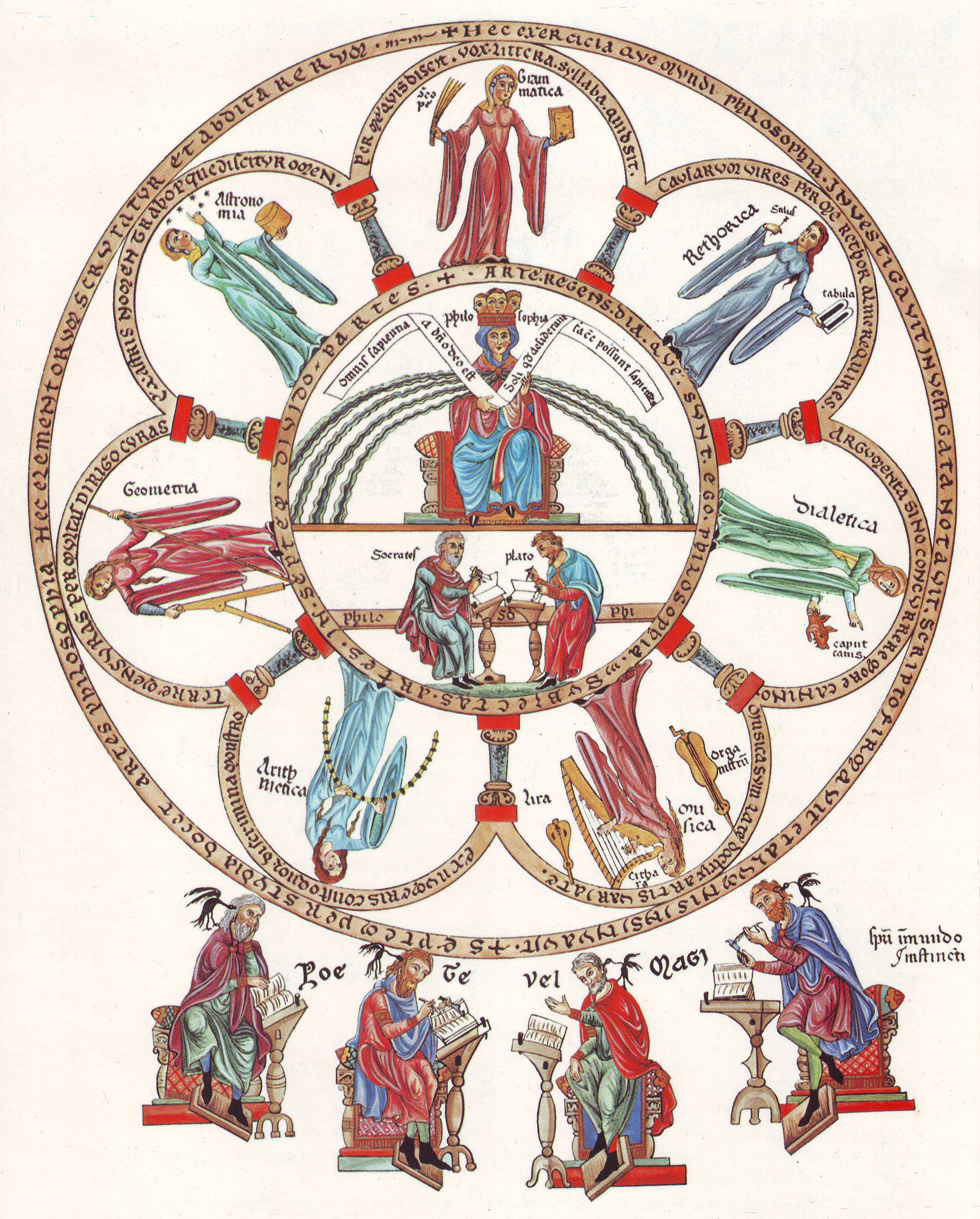
Les sept arts libéraux dans lHortus deliciarum d'Herrade de Landsberg, 1180.

Les arts libéraux sont enseignés à l'université, tandis que les arts mécaniques ne le sont pas. Les termes trivia et quadrivia ont été forgés par Boèce (480-524) dans son Institution arithmétique. Il définit ainsi le cursus des écoles secondaires du Moyen Âge.
Les arts du trivium sont considérés évidemment comme la base nécessaire pour maîtriser les arts du quadrivium. Le trivium consiste en bien plus qu'apprendre à bien parler et à acquérir la bonne syntaxe, comme pourrait l'indiquer la signification moderne des termes, trivium étant à l'origine des mots trivial et trivialité.
Les « facultés d'arts » ou écoles d'arts libéraux permettaient de former de rares écoliers, en général de 14 à 20 ans, ensuite aptes à entrer comme étudiants dans les regroupements d'écoles supérieures au XIIe siècle, devenus universités à partir du second tiers du XIIIe siècle. Plus tard, les arts libéraux y seront enseignés à un niveau encore supérieur, justifiant la création de facultés d'arts libéraux au sein d'universités.

## Distinctions et précisions de vocabulaire
Les arts libéraux, mis à part quelques rudiments, ne sont pas enseignés dans les petites écoles, peu ou prou fréquentées par une majorité de la population enfantine pour des raisons religieuses. Ils se distinguent des arts ou techniques serviles, supposées élémentaires, et de l'ensemble de ce qui sera regroupé plus tard sous le terme de beaux-arts à la fin de l'époque moderne.
La charpenterie et la charrerie, la menuiserie et l'ébénisterie, la poterie et l'art céramique, les arts du luxe et tous les savoir-faire et techniques qui ont en commun la transformation de matière tangible ou l'assemblage et la mise en forme de matériaux sont à ranger parmi les « arts serviles », les arts peu reconnus de construction, de maintenance, de réparation et de service médiévaux, ou parfois déjà les arts mécaniques au XIIIe siècle. Ceux-ci ne sont point appris à l'école officielle, mais le plus souvent par tradition familiale ou locales, et au sein de corporations reconnues en tant qu'officieuses ou, par défaut, dans des communautés informelles spécifiques ou auprès de maîtres privatifs.
Par opposition, la matière sur laquelle portent les arts libéraux est de nature intellectuelle et intangible. Les arts libéraux visent une connaissance désintéressée et, en conséquence, considérée comme supérieure. Les maîtres des arts libéraux avaient une primauté quasi-totale sur les premiers artisans de haut niveau technique, qui devaient souvent leur demander humblement une autorisation pour réaliser une commande exceptionnelle, ou encore essayer de nouvelles techniques.
Si les autorités religieuses, via l'autorité des maîtres des arts libéraux, placent sous tutelle l'art pratique des artisans, ce dernier va néanmoins éclore avec les puissants courants d'arts architecturaux du Moyen Âge central et final, la mise au point des techniques nautiques, d'arsenal et de chantier, l'art pictural ou encore l'art du designo italien du Moyen Âge final.
Les « beaux-arts » institués après le milieu du XVIIIe siècle réunissent la peinture, la danse, l'architecture, la sculpture, le dessin et la gravure ; ils visent, en un sens philosophique, la contemplation du beau.

## Genèse
Les arts libéraux trouvent leur origine chez Porphyre dans Sur le retour de l'âme (vers 270). Saint Augustin dans Sur l'ordre (386) montre comment la raison engendre la grammaire, puis la dialectique et la rhétorique, ensuite, pour accéder à Dieu, la géométrie, l'astronomie, enfin l'arithmétique. Martianus Capella, dans les Noces de Philologie et de Mercure (vers 410-439), expose sous le mode allégorique ; Mercure offre sept cadeaux à Philologie : grammaire, dialectique, rhétorique, géométrie, arithmétique, astronomie, harmonie.
Augustin d'Hippone confia dans les Révisions (I, 6) qu'il composa dans la période entourant son baptême en 386-388 des traités sur les arts libéraux. Il acheva ceux sur la musique et la grammaire. Les cinq autres disciplines sont des ébauches qu'il confia avoir perdues. Seuls subsistent le Traité de la musique, un abrégé anonyme sur la grammaire ainsi que le traité sur la rhétorique mais l'authenticité de ce dernier divise les savants.
Boèce († 524) définit le contenu du quadrivium, il invente le mot dans L'institution arithmétique (vers 505-507). La « quadruple voie » regroupe les disciplines scientifiques : l’arithmétique, la musique, l’astronomie et la géométrie.
Cassiodore, dans Les institutions divines et humaines (vers 560-580), donne leur structure aux arts libéraux. Il développe le trivium ou « triple voie », qui regroupe les disciplines littéraires : la grammaire, la dialectique et la rhétorique.
Il fut un temps où, en plus des sept arts libéraux (grammaire, rhétorique, dialectique, arithmétique, musique, astronomie et géométrie), la philosophie et la médecine étaient comptées dans la liste.
Au début du VIIIe siècle, le moine anglais Bède le Vénérable († 735) développa les arts libéraux dans ses traités, et créa le comput (ou comput ecclésiastique). C'est Bède le Vénérable qui, à la suite d'Isidore de Séville († 636), transmit les arts libéraux à l'Occident chrétien. Le moine anglais Alcuin († 804), formé à son école, reprit cette base pour établir son programme d'enseignement dans les écoles supérieures de l'empire carolingien.
Vers l'an mil, le comput regroupait deux disciplines du trivium (grammaire, dialectique) et deux disciplines du quadrivium (arithmétique et astronomie).
Le chanoine Leflon, dans sa biographie de Gerbert d'Aurillac (futur pape Sylvestre II), note que le quadrivium n'était presque plus enseigné vers les années 960 dans les monastères. C'est la raison pour laquelle le comte  de Barcelone Borrell II emmena Gerbert en Catalogne pour qu'il y apprît les disciplines scientifiques, qui étaient connues dans le royaume tout proche de Cordoue.
Par la suite, Gerbert fut appelé par Adalbéron à Reims pour y enseigner ces disciplines.
Parallèlement se développent les arts mécaniques, regroupant les disciplines techniques et pratiques.
Au XIIe siècle, les traductions des œuvres d'Aristote amenèrent un enrichissement du savoir, qui fut introduit par Albert le Grand dans les universités nouvellement créées au XIIIe siècle. Les arts libéraux restèrent néanmoins la base de l'enseignement.

## La disparition du statut «Arts libéraux»
Beaucoup de centres secondaires enseignant les arts libéraux sont plus tard renommés « école latine » lors de la mutation humaniste du XVe siècle et du XVIe siècle[réf. nécessaire], qui tend à dévaloriser le latin médiéval. Si les arts libéraux ne sont pas toujours abandonnés, un accent particulier est mis parfois sur l'enseignement complémentaire des langues anciennes comme le grec, l'hébreu, l'araméen, le copte… et les langues modernes des grandes nations.
La notion d'art a évolué à l'époque moderne. Une lente distinction s'opère entre artisans et artistes. Le terme art au pluriel qui faisait référence à ce cursus prend en conséquence de multiples acceptions différentes. Même l'adjectif libéral connaît une mutation de sens, un métier libéral ou un homme de l'art libéral désigne un avocat, un médecin, une profession de service de haut niveau intellectuel avec des honoraires privés. Mis à part le milieu conservateur et fermé de l'université et des écoles secondaires, le terme n'est plus que vaguement compris.
Les arts libéraux sont aussi restreints à une minorité universitaire ou à un champ de l'érudition par la montée des langues véhiculaires nationales.
Les sciences modernes conquérantes chamboulent aussi lentement toutes les classifications et les hiérarchies imposées, avec des effets en particulier dans l'enseignement. La scission entre études de lettres et de sciences, plus tardive au niveau secondaire, rend peu compréhensible la structure unitaire des arts libéraux.

## Les représentations figurées des arts libéraux
La représentation des allégories des sept arts libéraux est un thème fréquent de l'art du Moyen Âge et de la Renaissance, qu'il s'agisse de la peinture, de la sculpture, du vitrail ou des enluminures des manuscrits. C'est Martianus Capella, complété par ses commentateurs, qui ouvre la voie à ces représentations en donnant une description allégorique détaillée des disciplines du trivium et du quadrivium comme des jeunes femmes, dotées d'attributs comme le fouet de la Grammaire et le compas de la Géométrie. Les sept jeunes femmes sont souvent accompagnées de la Sagesse ou de la Philosophie, considérée comme leur mère.

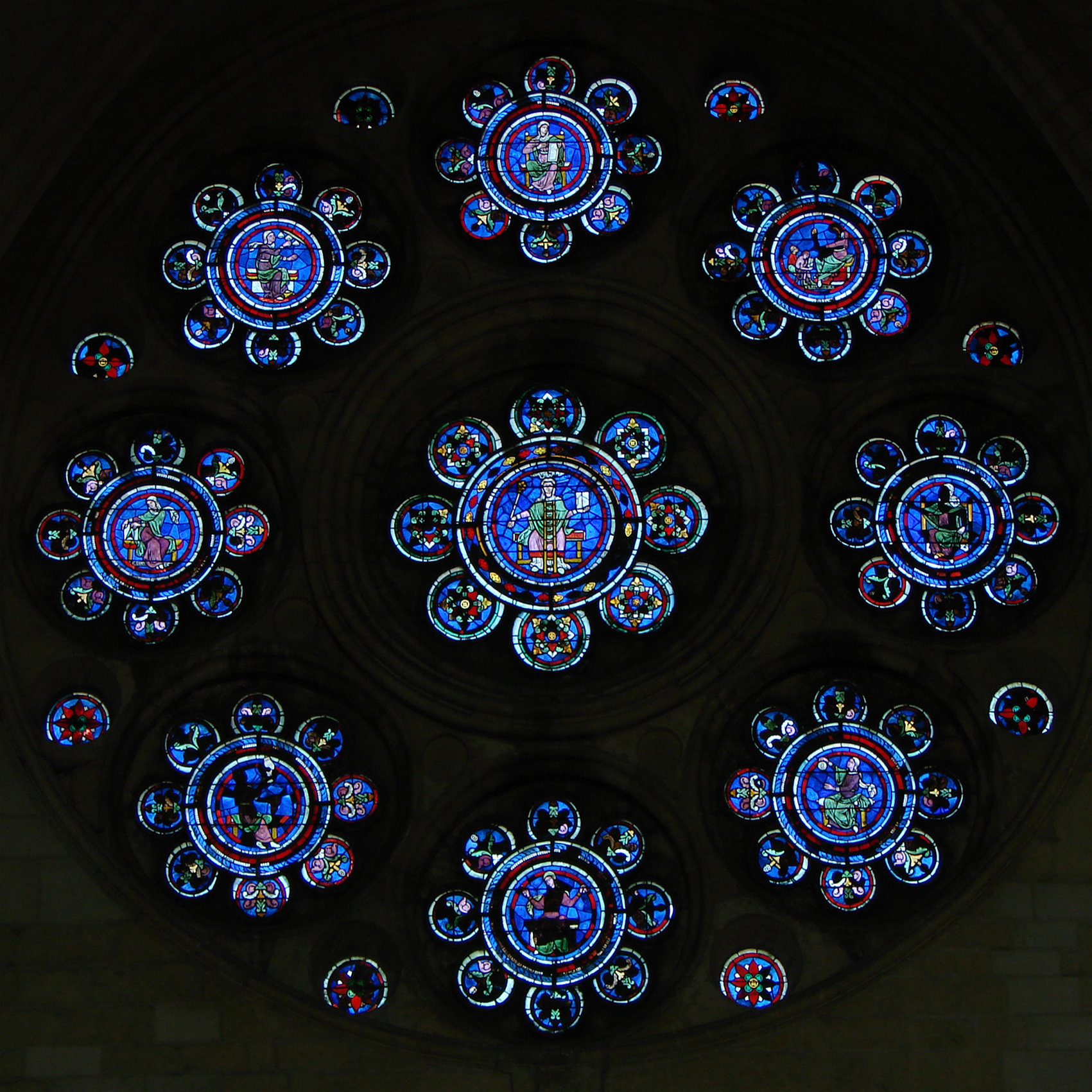
La Rose des arts libéraux, vitrail du transept nord de la cathédrale de Laon. Autour de la Philosophie, au centre, les médaillons représentent les sept arts libéraux, auxquels a été ajoutée la Médecine.
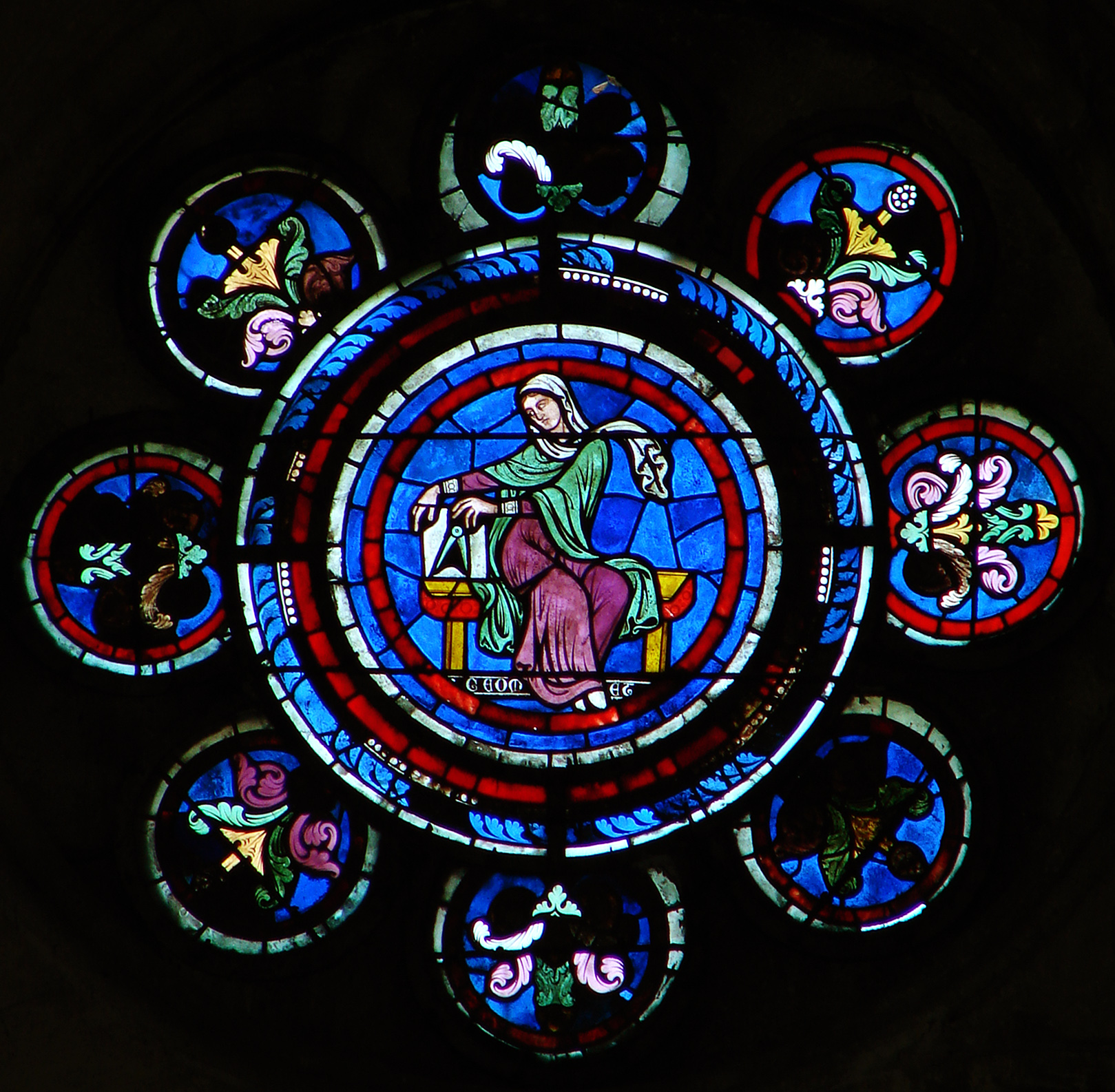
Rose des Arts libéraux de la cathédrale de Laon. Médaillon de la Géométrie (début XIIIe siècle).
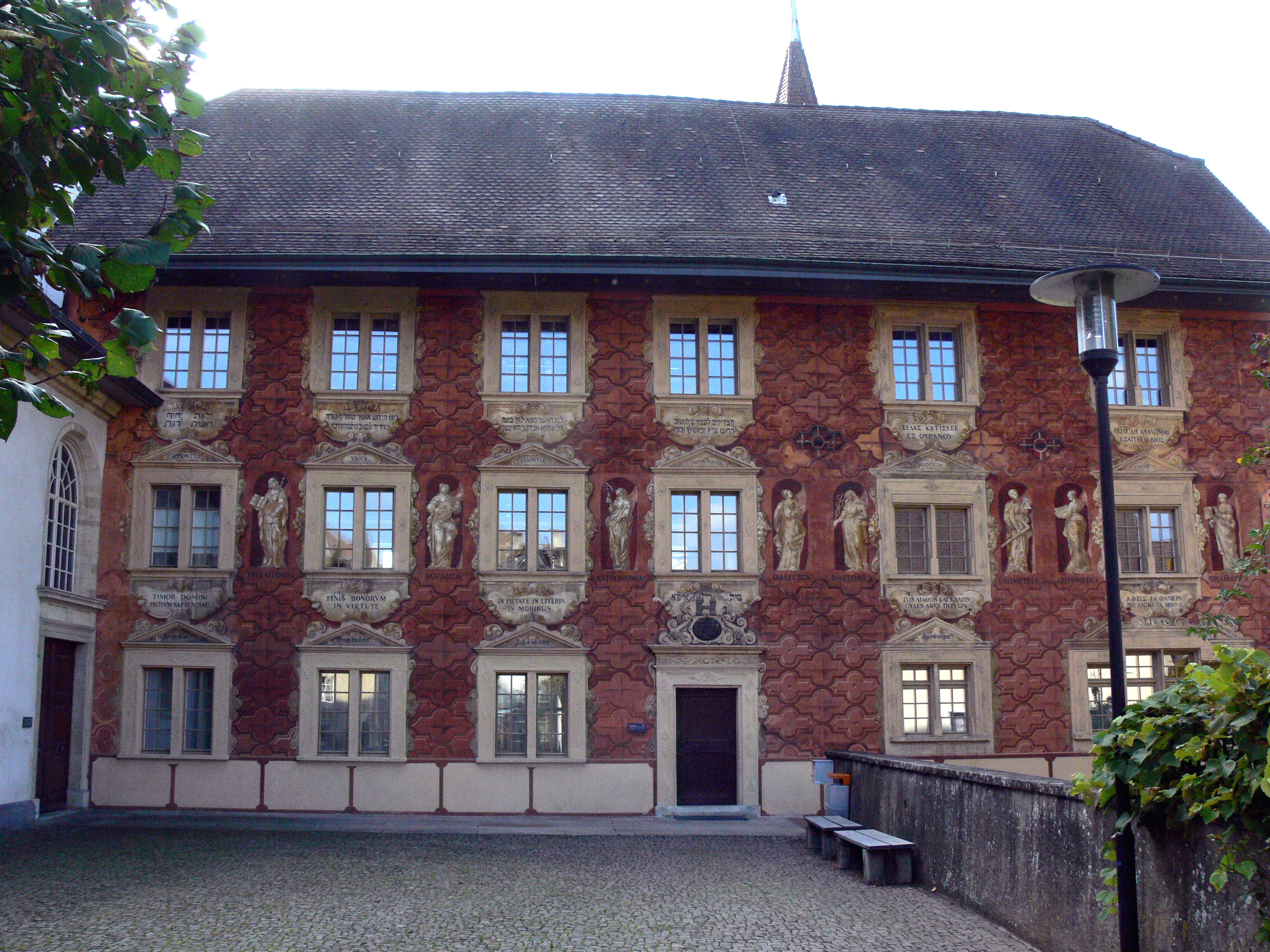
Représentation picturale des Arts libéraux sur la façade de l'école latine, à Brugg.
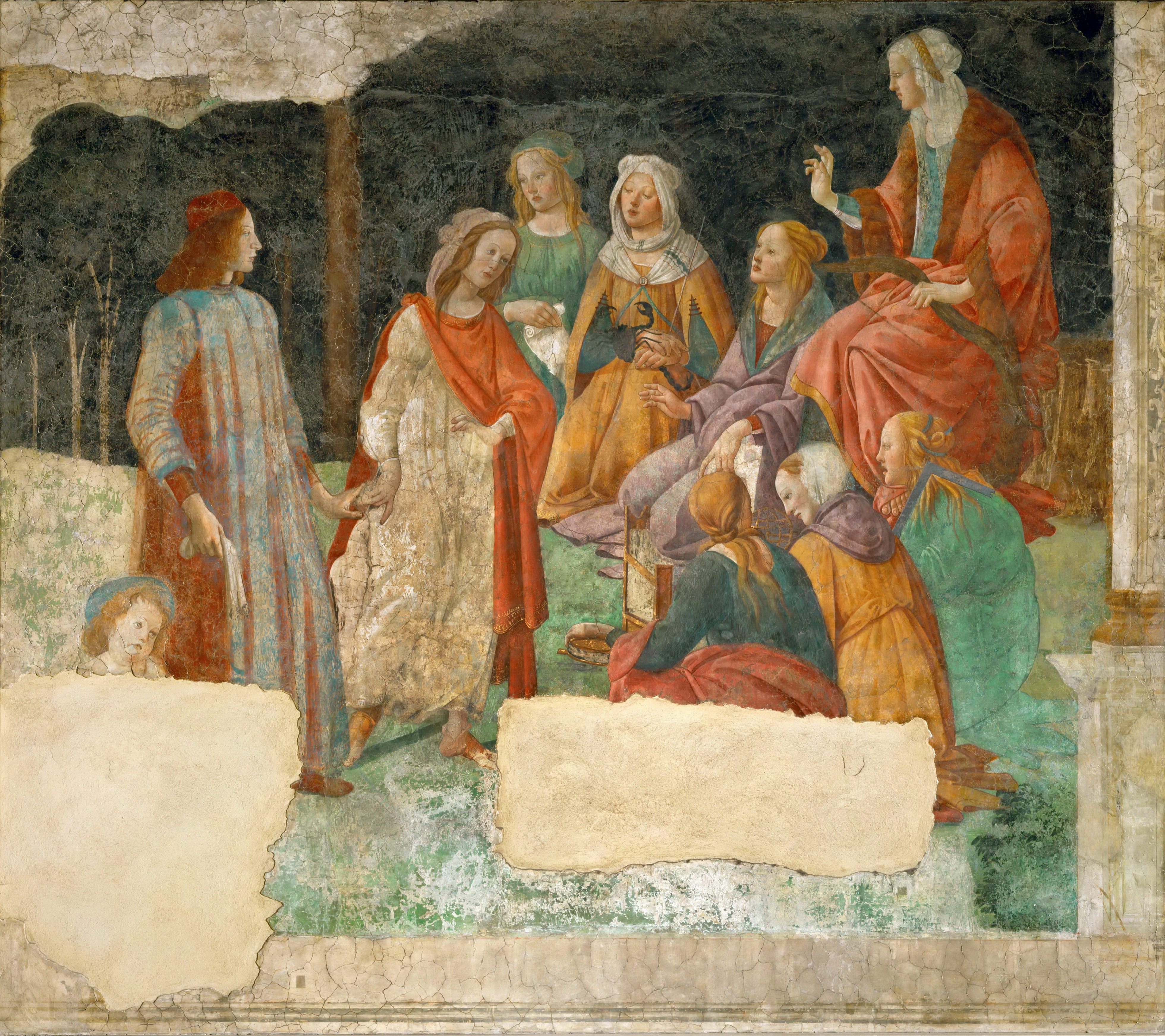
Un jeune homme présenté par Vénus aux sept Arts libéraux, vers 1484, Sandro Botticelli, musée du Louvre.